# Mantinel
Mantinel či hrazení je stěna z umělé hmoty (dříve i ze dřeva), ohrazující hřiště v některých sportech, například v ledním hokeji, florbale, či hokejbale.

## Florbal
Mantinely ve florbale jsou vysoké 50 cm. Musí být schváleny Mezinárodní florbalovou federací (IFF).
Mantinely jsou v rozích hřiště zaobleny o poloměru 2 m.

## Přenesený význam slova
Slovo se v novém českém společenském žargonu velmi často používá i v přeneseném významu, kde obvykle znamená nějakou nepřekročitelnou mez nebo hranici v mimosportovním kontextu.